# Boris Lukanow

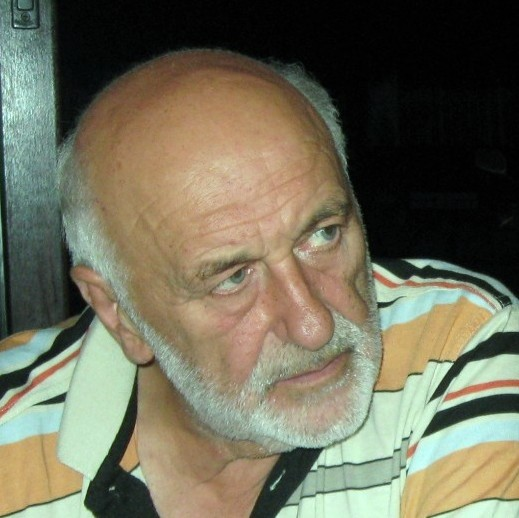
Boris Lukanow (2010)

Boris Lukanow Zonew (bulgarisch Борис Луканов Цонев; * 15. Juni 1936 in Lowetsch, Bulgarien; † vor oder am 30. Mai 2023) war ein bulgarischer Schauspieler.

## Leben
Boris Lukanow stand bereits am Schul- und Amateurtheater, bevor er 1959 sein Schauspielstudium an der Nationalen Akademie für Theater- und Filmkunst „Krastjo Sarafow“ bei Stefan Surchadzhiev beendete. Anschließend war er von 1960 bis 1961 am Theater von Warna, von 1961 bis 1982 am Theater von Dobritsch und ab 1982 am Nationaltheater „Iwan Wasow“ beschäftigt. Seit dem Jahr 2000 ist er als freischaffender Schauspieler am Theater von Sofia beschäftigt.
Parallel zu seinem Theaterengagement spielte Lukanow ab 1963 in fast 50 Spielfilmen mit. Neben bulgarischen Produktionen wie Die schönste Frau von Tirnovo, Mein Freund, der Pirat und Ufer im Nebel war er 2001 auch in dem französischen Historienfilm Vercingétorix – Kampf gegen Rom und 2002 in dem italienischen Fernsehfilm Papa Giovanni – Ioannes XXIII zu sehen.

## Filmografie (Auswahl)
- 1975: Rückkehr eines Unbequemen (Присъствие)
- 1979: Der arme Luka (Бедният Лука)
- 1981: Die schönste Frau von Tirnovo (Търновската царица)
- 1981: Mein Freund, der Pirat (Йо-хо-хо)
- 1981: Mass für Mass (Мера споредъ мера)
- 1982: Die Mahnung (Предупреждението)
- 1982: Spiegelungen (Отражения)
- 1983: Ein Zwischenspiel (Завръщане)
- 1984: Der Damm (Стената)
- 1984: Gerichtsakte Nr. 205/1913 (Дело 205/1913 П. К. Яворов)
- 1985: Der Fall ist abgeschlossen (Забравете този случай)
- 1986: Ufer im Nebel (Мъгливи брегове)
- 2001: Vercingétorix – Kampf gegen Rom (Vercingétorix)
- 2002: Papa Giovanni – Ioannes XXIII